# The Souls

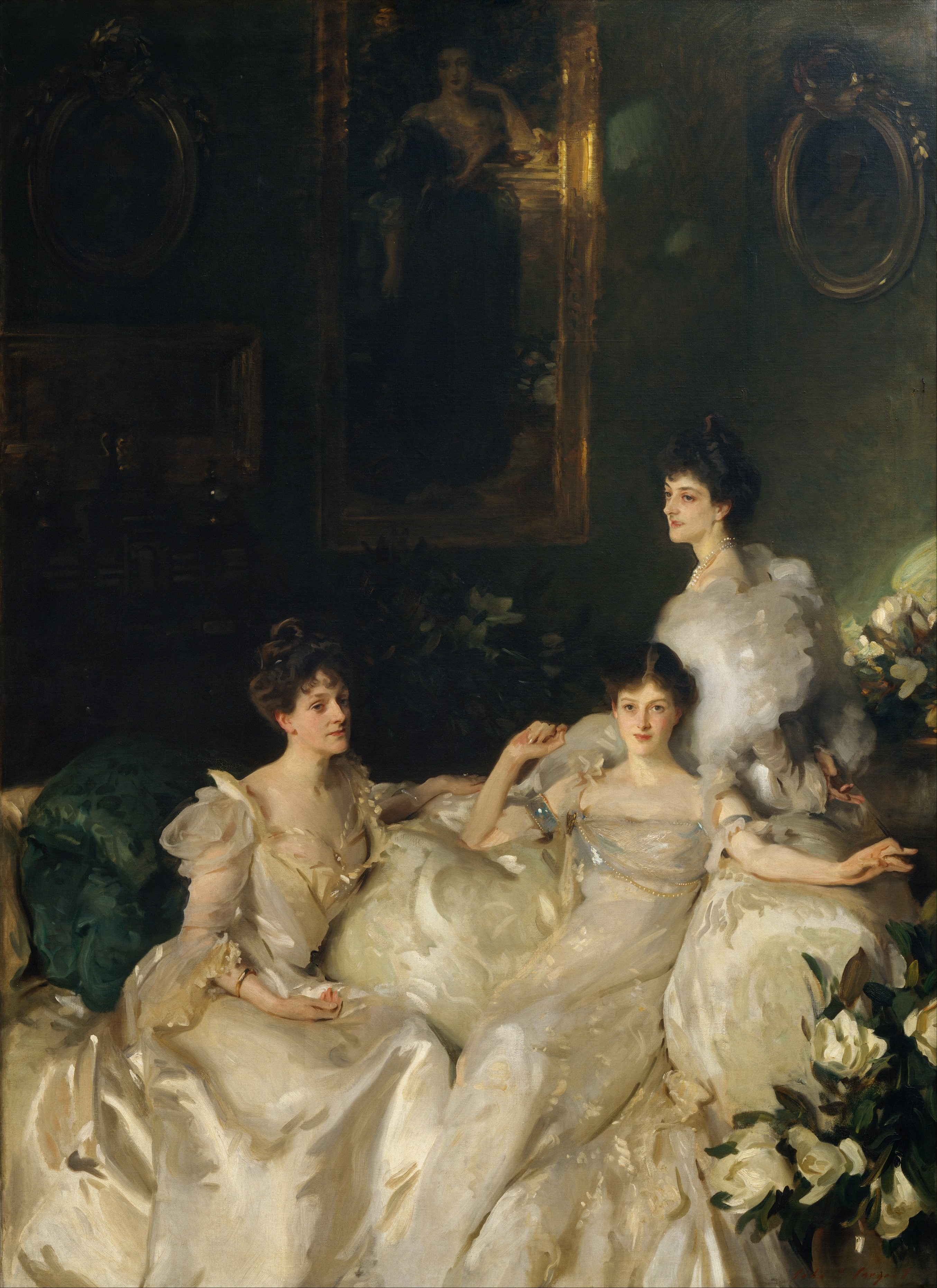
Les Sœurs Wyndham, par John Singer Sargent, 1899 (Metropolitan Museum of Art)

The Souls (« Les Âmes ») étaient un groupe mondain qui rassemblait des membres la gentry britannique depuis les années 1885 jusqu'aux environs de 1900. Beaucoup d'entre eux étaient des intellectuels, des artistes ou des personnalités de l'aristocratie et de la politique.

## Histoire
À l'origine, les "Âmes"  se réunissaient pour lutter contre la morosité ambiante, à la fin des années 1880, due aux tensions de la politique britannique à propos de la question irlandaise.
Parmi eux se trouvaient Arthur Balfour, George Curzon, Margot Asquith, Herbert Henry Asquith, Charles Tennant, les sœurs Wyndham, Wilfrid Scawen Blunt, Alfred Lyttelton, Charles Beresford (en), Hugo Charteris et leurs familles, ou encore le diplomate américain Henry White...
Les membres de The Coterie, parmi lesquels Diana Cooper, sont généralement considérés comme la « seconde génération » du cercle des "Âmes".